# PnB Rock
Rakim Hasheem Allen, mer känd under artistnamnet PnB Rock, född 9 december 1991 i Philadelphia, död 12 september 2022 i Los Angeles, var en amerikansk rappare, sångare (RnB) och låtskrivare.
Han var mest känd för sin singel Selfish som släpptes 2016 och har även samarbetat med stora namn som A Boogie wit da Hoodie, Ed Sheeran, Youngboy Never Broke Again, Nicki Minaj, XXXTentacion samt Chance the Rapper med flera.
PnB Rock hade skivkontrakt med Atlantic Records. Utöver sina två studioalbum har han även släppt ett tiotal mixtapes och EPs och dessutom gästat låtar från mängder av välkända artister.
Efter att ha blivit utsatt för ett rånförsök den 12 september 2022 mördades PnB Rock i samband med att rånarna försökte komma över hans värdesaker, varpå han försökte att försvara sig. Han blev skjuten i huvudet och dödförklarades på plats.
PnB Rock hade två döttrar, födda 2013 och 2020.

## Diskografi

### Studioalbum
- 2017 – Catch These Vibes
- 2019 – TrapStar Turnt PopStar